# Pęcławice Górne
Pęcławice Górne est une localité polonaise de la gmina de Bogoria, située dans le powiat de Staszów en voïvodie de Sainte-Croix.